# Nevern

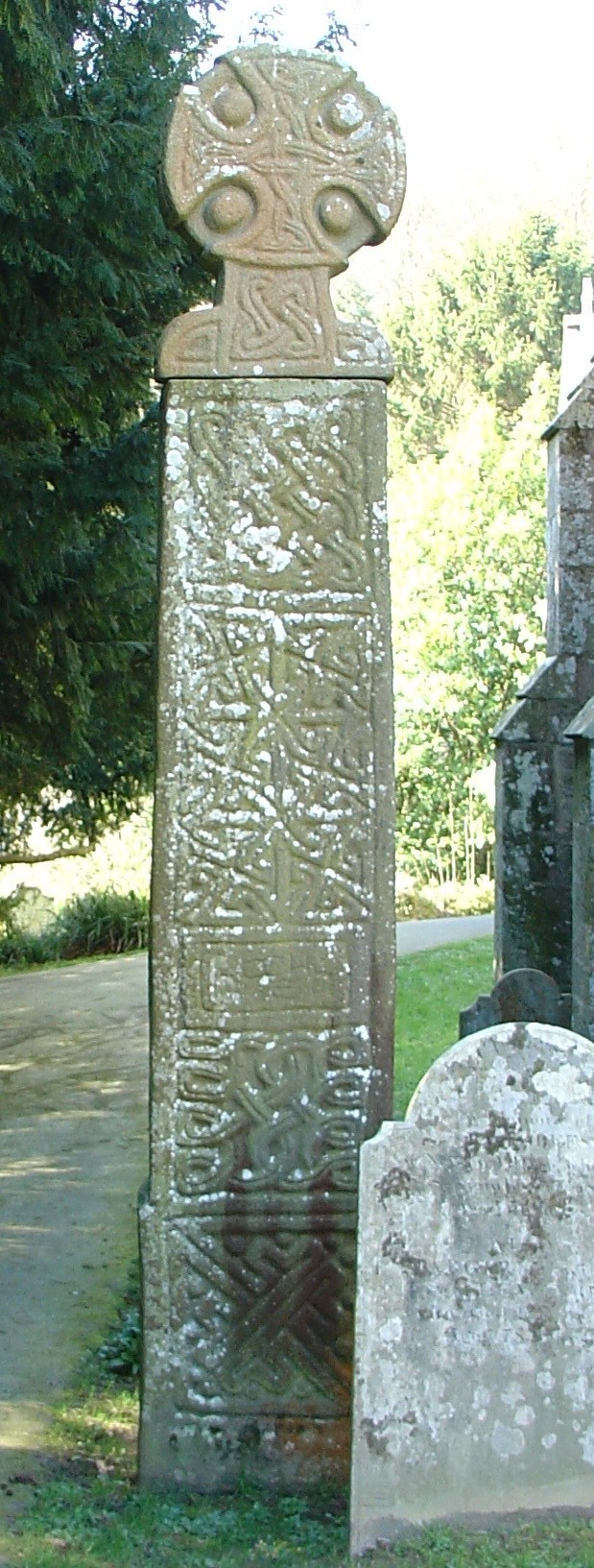
Nevern (Galles): la grande croce celtica

Nevern (in gallese: Nanhyfer o anche Nyfer) è un villaggio del Galles sud-occidentale, facente parte della contea del Pembrokeshire (contea cerimoniale: Dyfed) e del Pembrokeshire Coast National Park e situato lungo il corso del fiume omonimo (in gallese: Nyfer, da cui Nanhyfer), che pochi chilometri più ad ovest si getta nel Mare Celtico, e ai piedi delle Preseli Hills.
La località è nota per i suoi monumenti, quali il castello, il sito megalitico di Pentre Ifan e la Grande croce celtica.

## Geografia fisica

### Collocazione
Nevern si trova a nord-est di Newport, a circa 15 km a nord-est di Fishguard. Il centro di Nevern è situato a pochi chilometri dalla costa che si affaccia sul Mare Celtico.

## Edifici e luoghi d'interesse

### Castello di Nevern
Il Castello di Nevern fu costruito nel XII secolo sulle rovine di un castello preesistente risalente al 1108-1110. A quell'epoca, era la residenza di un signore normanno, Norman Fitzmartin.

### Pentre Ifan
A 2 miglia dal centro di Nevern, si trova il Pentre Ifan (noto in origine come Arthur's Quoit), probabilmente il più famoso sito megalitico del Galles. Si tratta di un dolmen risalente al 3.500 a.C. circa e del peso di 16 tonnellate.
|  |  |

### Chiesa di San Brynach
La chiesa dedicata al patrono locale, San Brynach, fu costruita forse intorno al 540 d.C., ma presenta una torre che risale con ogni probabilità al XII secolo.
Alla chiesa si accede da un vialetto alberato costituito da piante di tasso, che si ritiene siano stati piantati nel XV secolo. Tra questi, spicca il cosiddetto "tasso sanguinante".
All'esterno della chiesa, si trova un cimitero risalente al VI secolo.

#### Grande croce celtica di Nevern
Nel cimitero della Chiesa di San Brynach si trova la cosiddetta Grande croce celtica di Nevern, risalente probabilmente al X secolo o all'inizio dell'XI secolo. La croce è alta circa 13 piedi e reca le scritte dns e h.an.eh.
Secondo la tradizione, la popolazione di Nevern si riuniva attorno alla croce ogni 7 aprile, data in cui ricorre la festa di San Brynach, aspettando il primo cuculo che annunciava l'arrivo della primavera.